# Ribe (grad)
Ribe je najstariji grad u Danskoj. Nalazi se na jugozapadnom dijelu poluotoka Jylland. Osnovan je u prvom desetljeću 8. stoljeća, a prvi pisani dokument o gradu datira iz 854. godine.
Od 1. siječnja 2007. pripada esbjerškoj komuni, a 2011. je imao 8192 stanovnika.

## Kulturne znamenitosti
Grad ima mnogo dobro očuvanih starih građevina, između ostalog i oko 110 kuća koje su zaštićeni spomenici. 
Najstarija danska vijećnica nalazi se na trgu Von Støckens Plads. Zgrada je sagrađena 1496., a gradu je služila kao vijećnica od 1709.
Jedina peterobrodna crkva u Danskoj je evangelističko-luteranska katedrala  (dan. Vor Frue Maria Domkirke) čiju je gradnju započeo biskup Thur oko 1100. god., dovršena je 1134. god. 
Dominikanski samostan posvećen Sv. Katarini Sijenskoj osnovali su dominikanski fratri 1228. na posjedu koji im je dodijelio Tuve, tadašnji biskup grada Ribe. U sklopu samostanskog kompleksa je i crkva Sv. Katarine (dan. Sankt Katharine Kirke), sagrađena u romaničkom stilu.

## Povijest
Grad iz vikinškog razdoblja smješten na sjevernoj obali rijeke Ribe osnovan je oko 705., kada je velikom količinom pijeska nasuta obala rijeke i postavljen niz umreženih zemljišnih čestica. Ovako organizirano utemeljenje nam sugerira inicijativu nekog ekonomski i politički moćnog, poput danskog kralja Angantyra. 
Otkriće 150 srebrnih kovanica u naslagama iz 8.st., poznatijih kao sceattas, ukrašenih  Odinovim odljevom i životinjom koja gleda unatrag, govori nam da su kovanice mogle biti iskovane u ovom novom trgovištu. 
Obrtništvo je u gradu uključivalo obradu jantara, kostiju i jelenjih rogova, kože i željeza. Čini se da je u ovim ranim početcima Ribe bilo sezonsko trgovište za putujuće trgovce, a ne stalno naseljeno mjesto. 
Međutim, jugoistočno od grada bila je skupina nastambi koje su izgleda bile nastanjene cijele godine. U blizini se također nalazi i oko 30 poganskih grobova iz 8.st. (uvelike mjesta gdje su nakon kremacije polagani ljudski ostaci).
Ribe je, udaljen samo 5 km od Sjevernog mora, imao jako dobar položaj za trgovanje s ondašnjim prostorima Beneluxa i Velike Britanije. Imao je i važne veze sa susjednom Franačkom državom na jugu i Norveškom na sjeveru. Najveća skupina artefakata pronađena za vrijeme iskapanja sadržavala je posude za piće i lončariju donesenu iz Rajnske oblasti. Gusti i široko rasprostranjeni slojevi gnojiva ukazuju na važno sajmište stoke u tom području.
Oko godine 800., sajmišno mjesto je postalo stalno naseljeno, te je područje od oko 10 hektara bilo ograđeno polukružnim jarkom. 
Tijekom 9.st., Ribe je u pisanim izvorima po prvi put spomenut kada je misionar Ansgar posjetio grad i kada mu je kralj Horik Mlađi (Horik II) dopustio gradnju crkve. Ansgar, koji je kasnije postao nadbiskup, pokrenuo je tako godine 860. izgradnju prve crkve ne samo u Ribeu nego i u cijeloj Skandinaviji. Međutim, postojanje biskupa, a samim tim i katedrale može se sa sigurnošću potvrditi tek od 948.
Sljedeće spominjanje mjesta je vezano za njegovog prvog biskupa Leofdaga, za kojeg se govorilo da je sudjelovao na crkvenom saboru u Ingelheimu u Njemačkoj, zajedno s biskupima gradova Hedeby i Århus, oba u Danskoj. Tadašnji nadbiskup hamburško-bremenski, Adaldag, vjerojatno im je ovom prilikom dodijelio njihove biskupske stolice. Međutim, imena biskupa nisu danska i nije posve jasno da li su oni doista i prebivali u njihovim biskupijama. Moguće da su postavljeni na ta mjesta kako bi pojačali hamburško-bremenske težnje za vjerskim primatom u Danskoj.
U drugoj polovici 10.st., tri su grada, Ribe, Hedeby i Århus, napokon u potpunosti bila utvrđena. Plitki jarak oko grada Ribe bio je zamijenjen novim, 8 metara širokim i 1 metar dubokim jarkom pred kojim je bio zemljani nasip. Ovo utvrđenje se povezuje s njemačkim ratovima Haralda Plavozubog (stnord. Haraldr Blátönn) od 974. do 983. Kako je grad rastao u 11.st., jarak je postupno bio zatrpavan i na njemu se također podizalo građevine, a sagrađeni su i novi jarak i nasip s drvenom ogradom istočno od njega.
Do kraja vikinškog razdoblja, Ribe je bio središte biskupije koja je kontrolirala čitavo područje poluotoka Jylland. U njemu se nalazila i važna kovnica novca čije je ime bilo utisnuto na kovanicama Knuta Velikog, zatim Hartaknuta i Svena II. Estridsona (stnord. Sveinn Ástríðarson). 
Grad se nastavio širiti i na suprotnu, južnu stranu rijeke Ribe u 12.st., gdje su izgrađeni katedrala i kraljevski dvorac. Središte mjesta se premjestilo ovdje, gdje je i danas centar modernog grada Ribe u Danskoj.

## Važnije godine u povijesti grada
• Sporazum u Ribeu (dan. Ribe-brevet) iz 1460.
• 3. rujna 1580.: požar je uništio veliki dio grada. Izgorjelo je 11 ulica i 213 kuća.
• 11-12. listopada 1634.: olujno nevrijeme poplavilo je grad s razinom vode većom za 6.1 m od uobičajene.
• 1. siječnja 2007.: Općina Ribe prestala je postojati pošto se spojila s općinama Esbjerg i Bramming, tvoreći novu općinu Esbjerg.
• 4. lipnja 2010.: stanovnici su proslavili 1300. obljetnicu grada velikom zabavom u gradu.